# Sörtjärnen (Hackås socken, Jämtland)
Sörtjärnen är en sjö i Bergs kommun i Jämtland och ingår i Ljungans huvudavrinningsområde.